# Séisme de 2008 au lac Kivu
Le séisme de 2008 au lac Kivu est un séisme qui s'est produit le 3 février 2008 à 7 h 34 min 12 s UTC dans la région du lac Kivu, un des Grands Lacs d’Afrique. La localisation et la magnitude d'abord estimées par les réseaux sismiques internationaux (magnitude 6,0 à l’épicentre situé à 20 km au nord de Bukavu, capitale du Sud-Kivu) ont été affinées par des mesures sismiques locales et des mesures par satellite. L'épicentre de ce séisme de magnitude revue à 5,9 se trouve localisé près de la frontière entre Bukavu (RD Congo) et Cyangugu (Rwanda).
Ce séisme a fait de nombreux dégâts et victimes dont 43 morts et plus de 400 blessés aux Congo (6 morts), Rwanda (37 morts) et Burundi. C’est le plus important séisme enregistré au Sud-Kivu après le séisme de magnitude 6,2 qui a secoué la région de Kalehe le long de la cote ouest du Lac Kivu le 24 octobre 2002.
Dix personnes sont mortes après l’écroulement d’une église dans le district Rusizi dans la province de l’Ouest au Rwanda selon la radio locale.